# تيتو (لاعب كرة قدم)
تيتو (بالإسبانية: Alberto Ortiz Moreno) (24 مايو 1985 بسانتا كولوما دي جرامانيت في إسبانيا - ) هو لاعب كرة قدم إسباني في مركز الوسط. لعب مع ليغيا وارسو ونادي ياغوستيرا ونادي غرامينيت وBenidorm CF ‏ وإسبانيول ب.

## وصلات خارجية
- تيتو (لاعب كرة قدم) على موقع Soccerbase.com (لاعب) (الإنجليزية)
- تيتو (لاعب كرة قدم) على موقع Soccerway.com (الإنجليزية)
- تيتو (لاعب كرة قدم) على موقع AS.com (الإسبانية)